# Daktari
Daktari – amerykański serial TV z lat 60. 

## Opis fabuły
Historia amerykańskiego lekarza weterynarii Marsha Tracy'ego (słowo daktari oznacza w języku suahili weterynarza), pracującego w fikcyjnym Centrum Badań nad Zachowaniami Zwierząt we Wschodniej Afryce. Współpracuje z nim córka Paula. Jednostkę, w której pracują, zamieszkują – niektóre chwilowo, inne na stałe – dzikie zwierzęta, w tym zezowaty lew Clarence oraz szympansica Judy. W ostatnim sezonie do mieszkańców dołącza siedmioletnia Jenny Jones, zaadoptowana przez Paulę.
Serial jest kontynuacją filmu z 1965 roku Clarence, the Cross-Eyed Lion. W Polsce kilkakrotnie pokazywany w latach 70. i 80., w weekendowych blokach porannych dla dzieci oraz w Kinie Familijnym.

## Obsada
- Marshall Thompson jako doktor Marsh Tracy
- Cheryl Miller jako Paula Tracy
- Ross Hagen jako Bart Jason
- Hedley Mattingley jako oficer Hedley
- Erin Moran jako Jenny Jones
- Hari Rhodes jako Mike Makula
- Yale Summers jako Jack Dane
- i inni.